# Thomas W. Hardwick

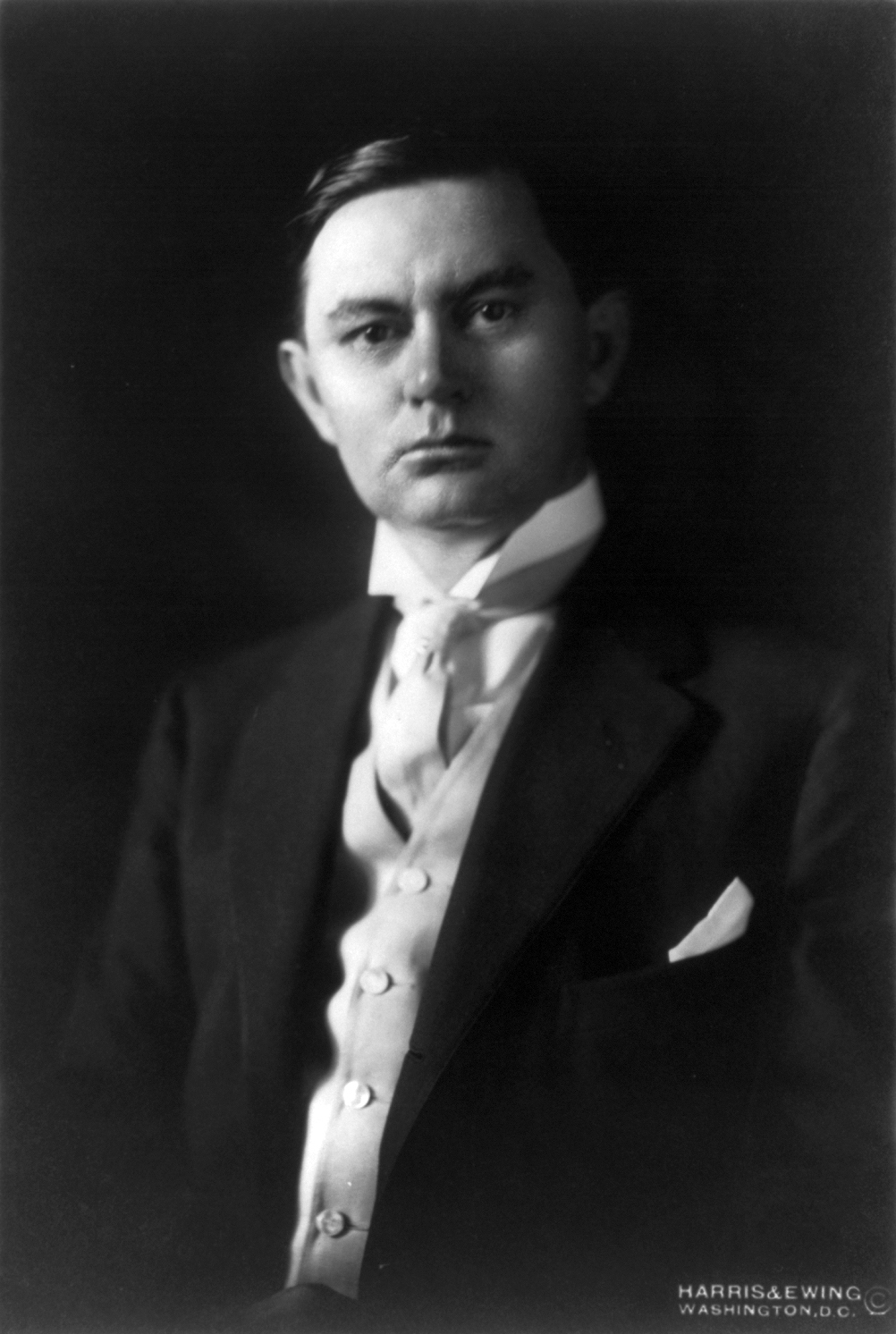

Thomas William Hardwick (ur. 9 grudnia 1872 w Thomasville w stanie Georgia, zm. 31 stycznia 1944 w Sandersville w stanie Georgia) – amerykański polityk, działacz Partii Demokratycznej, prawnik.
W latach 1898–1902 zasiadał w Izbie Reprezentantów stanu Georgia. Od 1903 do 1914 reprezentował 10. okręg Georgii w Izbie Reprezentantów Stanów Zjednoczonych. W latach 1914–1919 był senatorem 2. klasy ze stanu Georgia. Od 1921 do 1923 pełnił funkcję gubernatora Georgii.  
Był dwukrotnie żonaty. Miał troje dzieci.